# Vilarinho de Conso
Vilarinho de Conso (em galego: Vilariño de Conso, em espanhol: Villarino de Conso) é um município da Espanha na província 
de Ourense, comunidade autónoma da Galiza, de área 200,40 km² com  população de 749 habitantes (2004) e densidade populacional de 3,74 hab/km².

## Demografia
| Variação demográfica do município entre 1991 e 2004 | Variação demográfica do município entre 1991 e 2004 | Variação demográfica do município entre 1991 e 2004 | Variação demográfica do município entre 1991 e 2004 |
| --------------------------------------------------- | --------------------------------------------------- | --------------------------------------------------- | --------------------------------------------------- |
| 1991                                                | 1996                                                | 2001                                                | 2004                                                |
| 936                                                 | 877                                                 | 799                                                 | 749                                                 |